# Phêrô Nguyễn Công Danh
Phêrô Nguyễn Công Danh (1934 – 2016) là một linh mục Công giáo người Việt Nam. Ông từng là linh mục chánh xứ Mẫu Tâm – Nhà Bè, Xóm Chiếu, Thị Nghè, Linh giám Senatus - Legio Mariae Việt Nam. Ông cũng từng được bầu làm Phó chủ tịch Ủy ban Trung ương Mặt trận Tổ quốc Việt Nam khóa VII, VIII, Chủ tịch Ủy ban Đoàn kết Công giáo Việt Nam.

## Cuộc đời đạo nghiệp
Linh mục Phêrô Nguyễn Công Danh sinh ngày 13 tháng 9 năm 1935 trong một gia đình nghèo tại giáo xứ Lương Hòa Hạ, ở xã Lương Hòa, huyện Bến Lức, tỉnh Long An, thuộc giáo xứ Lương Hòa Hạ, giáo hạt Đức Hòa, giáo phận Mỹ Tho ngày nay. Song thân của ông là Phêrô Nguyễn Văn Trông và Maria Đoàn Thị Phận.
Sinh trưởng trong một gia đình Công giáo, thân mẫu là hậu duệ 4 đời của Thánh Phêrô Đoàn Công Quí,, có người anh trai cả về sau cũng là một linh mục: Giuse Nguyễn Hiếu Lễ; từ nhỏ ông đã sớm có ước nguyện đi tu.
Đến năm 1945, do tình hình chiến tranh, gia đình ông di tản lên Sài Gòn tạm sống ở họ đạo Cầu Kho. Năm 1947, được sự giới thiệu của linh mục chánh xứ Cầu Kho, ông vào tu học ở Tiểu Chủng viện thánh Giuse Sài Gòn và thụ phong linh mục ngày 23 tháng 4 năm 1963 tại Sài Gòn. Sau khi chịu chức, ông được bổ làm giáo sư Việt văn tại Tiểu chủng viện Thánh Giuse Sài Gòn.
Năm 1971, ông được phân về làm Chánh xứ Mẫu Tâm (Nhà Bè, nay thuộc phường Tân Kiểng, Quận 7, Hồ Chí Minh). Từ ngày 23 tháng 3 đến 6 tháng 4 năm 1975, ông tham gia đoàn hành hương thăm đất Thánh Palestin, Tòa Thánh Vatican và nước Pháp. Vào thời điểm bấy giờ, chính quyền Việt Nam Cộng hòa bắt đầu sụp đổ, nhưng ông vẫn quyết định trở về Việt Nam, bất chấp những lời đồn đãi sẽ có một cuộc cấm đạo và tắm máu của những người Cộng sản.
Trở về Việt Nam, ông tiếp tục làm công tác mục vụ ở xứ đạo Mẫu Tâm. Đầu năm 1977, được sự chấp thuận của Tổng giám mục Phaolô Nguyễn Văn Bình, ông nhận lời mời tham gia làm Ủy viên Ủy ban Mặt trận Tổ Quốc huyện Nhà Bè. Năm 1982, ông được đổi làm Chánh xứ Xóm Chiếu (Quận 4, Thành phố Hồ Chí Minh) và tiếp tục được mời tham gia Ủy ban Mặt trận Tổ Quốc quận 4. Từ tháng 11 năm 1991, ông được chuyển về làm cha sở Giáo xứ Thị Nghè (Bình Thạnh) và tiếp tục tham gia Ủy ban Mặt trận Tổ Quốc quận Bình Thạnh.
Từ năm 1994, ông được mời tham gia Ủy ban Mặt trận Tổ Quốc Thành phố Hồ Chí Minh và Ủy ban Trung ương Mặt trận Tổ quốc Việt Nam. Tháng 5 năm 1997, Giám mục Nicôla Huỳnh Văn Nghi Giám quản Tông Tòa Tổng giáo phận Thành phố Hồ Chí Minh đã chỉ định linh mục Phêrô Nguyễn Công Danh làm Linh giám Senatus – hội đoàn Legio Mariae Việt Nam. Năm 1998, ông được bầu làm Phó chủ tịch Ủy ban Mặt trận Tổ Quốc Thành phố Hồ Chí Minh. Năm 2008, ông được bầu làm Phó chủ tịch Ủy ban Trung ương Mặt trận Tổ quốc Việt Nam và giữ chức vụ này cho đến khi qua đời
Năm 2014, ông xin nghỉ hưu và được Tòa Tổng giám mục chấp thuận. Ông trở về sinh quán Lương Hòa và sống tại đây trong những ngày cuối đời.
Ông qua đời ngày 27 tháng 7 năm 2016 tại Bệnh viện Thống Nhất, thọ 81 tuổi, sau 53 năm linh mục. Tang lễ của ông được tổ chức tại nhà thờ Thị Nghè, sau đó thi hài được an táng tại phần đất của gia đình, nằm đối diện nhà thờ Lương Hòa Hạ (Bến Lức, Long An).

## Hoạt động xã hội
Linh mục Nguyễn Công Danh từng đảm trách các chức vụ sau:
- Phó Chủ tịch Ủy ban Trung ương MTTQ Việt Nam (từ 2008).
- Ủy viên Ủy ban Trung ương MTTQ Việt Nam (từ 1994).
- Phó Chủ tịch Ủy ban MTTQ Việt Nam TP. Hồ Chí Minh (từ 1998).
- Đại biểu HĐND TP. Hồ Chí Minh khóa IV, VI.
- Ủy viên Ban vận động Công giáo Tp. Hồ Chí Minh (1980 – 1983).
- Ủy viên Ủy ban Đoàn kết Công giáo Việt Nam, Ủy viên Ủy ban Đoàn kết Công giáo thành phố Hồ Chí Minh (từ năm 1983 đến nay).
- Phó Chủ tịch Ủy ban Đoàn kết Công giáo Việt Nam khóa IV (2003 – 2008)
- Chủ tịch Ủy ban Đoàn kết Công giáo Việt Nam khóa VI, VI (từ 2008).
- Chủ tịch Ủy ban Đoàn kết Công giáo TP. Hồ Chí Minh khóa IV, V, VI,VII (từ 1998).
- Đại biểu HĐND huyện Nhà Bè khóa II, III, IV; quận 4 khóa V, VI; quận Bình Thạnh khóa VII.
- Ủy viên UBMTTQVN huyện Nhà Bè (1997 – 1982), quận 4 (1982 – 1991), quận Bình Thạnh (1991 – 2013).

## Vinh danh
Với những nỗ lực đoàn kết lương giáo, ông được Nhà nước Việt Nam trao tặng:
- Huân chương Lao động hạng Nhì
- Huân chương Độc lập hạng Ba
- Huân chương Đại Đoàn Kết dân tộc
- Huy chương Vì sự nghiệp Đoàn kết dân tộc